# ارکیده عنکبوتی زیبای سفید
ارکیده عنکبوتی زیبای سفید (نام علمی: Caladenia argocalla) نام یک گونه از سرده ارکیده‌های عنکبوتی است.